# Dead End (1937)
Dead End is een Amerikaanse misdaadfilm uit 1937 onder regie van William Wyler. Het scenario is gebaseerd op het gelijknamige toneelstuk uit 1935 van de Amerikaanse auteur Sidney Kingsley.

## Verhaal
In de woonkazernebuurten van New York tracht Drina te verhinderen dat haar broer in de onderwereld belandt. Een gevaarlijke misdadiger is teruggekeerd naar de sloppen. Drina vraagt haar oude jeugdvriend Dave om hulp.

## Rolverdeling
| Acteur          | Personage      |
| --------------- | -------------- |
| Sylvia Sidney   | Drina          |
| Joel McCrea     | Dave           |
| Humphrey Bogart | Baby Face      |
| Wendy Barrie    | Kay Burton     |
| Claire Trevor   | Francey        |
| Allen Jenkins   | Hunk           |
| Marjorie Main   | Mevrouw Martin |
| Billy Halop     | Tommy          |
| Huntz Hall      | Dippy          |